# Élections régionales de 2021 en Calabre
Les élections régionales de 2021 en Calabre (en italien : Elezioni regionali in Calabria) ont lieu de manière anticipée les 3 et 4 octobre 2021 afin d'élire le président et les conseillers de la XIIe législature du conseil régional de Calabre pour un mandat de cinq ans.
Roberto Occhiuto est élu président de la région, et la coalition de centre droit conserve la majorité absolue au conseil régional.
Bien qu'alliée lors de ce scrutin avec le Mouvement 5 Étoiles et Trésor Calabre, deux de ses concurrents lors des élections précédentes, la coalition de centre gauche ne parvient pas à décrocher la région. Le maire de Naples Luigi de Magistris arrive quant à lui troisième.

## Contexte
La coalition de centre droit, menée par Jole Santelli, remporte les élections régionales de 2020 avec plus de 55 % des suffrages exprimés. La coalition de centre gauche ne parvient pas à se maintenir au pouvoir et perd près de la moitié de ses électeurs, réussissant tout juste à atteindre 30 % des voix. Le Mouvement 5 étoiles, mené par Francesco Aiello, et Trésor Calabre, mené par Carlo Tansi, se retrouvent en dessous du seuil électoral de 8 %, ce qui ne leur permet pas de décrocher des sièges.
Le 15 octobre 2020, cependant, la présidente Santelli décède à l'âge de 51 ans, des suites d'un cancer après huit mois de gouvernance. De nouvelles élections, prévues dans les 60 jours par la loi électorale, sont finalement fixées au 14 février — soit deux mois de plus que ce que prévoit la loi électorale —, avant d'être reportées une première fois au 11 avril puis à une date indéterminée entre le 15 septembre et le 15 octobre 2021 en raison de la pandémie toujours en cours,,. Courant août, le scrutin est finalement fixé au 3 et 4 octobre.

## Système électoral

Région de Calabre.

La Calabre est une région italienne à statut simple. 
Le conseil régional ainsi que son président sont élus simultanément pour cinq ans au suffrage universel direct. Les 29 conseillers sont élus au scrutin proportionnel plurinominal avec listes ouvertes, vote préférentiel et seuil électoral de 8 %, tandis que le président est élu au scrutin uninominal majoritaire à un tour. Ce dernier se présente obligatoirement en tant que candidat d'une liste en lice pour le conseil régional, ce qui interdit de fait les candidatures sans étiquettes.
La liste du président élu reçoit d'emblée une prime majoritaire portant sa part des sièges à un minimum 55 % du total. Les sièges sont ensuite repartis à la proportionnelle aux différentes listes ayant franchi le seuil électoral, et à leurs candidats en fonction des votes préférentiels qu'ils ont recueillis. Le seuil de 8 % est abaissé à 4 % pour les listes se présentant au sein d'une coalition ayant elle-même franchie le seuil initial. Par ailleurs, le président élu ainsi que le candidat arrivé en deuxième place de l'élection pour la présidence deviennent de droit membres du conseil, ce qui porte le total de conseillers à 31.

### Modalités
L'électeur vote sur un même bulletin pour un candidat à la présidence et pour la liste d'un parti. Il a la possibilité d'exprimer ce vote de plusieurs façons.
- Soit voter pour une liste, auquel cas son vote s'ajoute également à ceux pour le candidat à la présidence soutenu par la liste. Il a également la possibilité d'exprimer un vote préférentiel pour deux candidats de son choix sur la liste en écrivant leurs noms. Il ne doit dans ce cas pas écrire les noms de deux candidats de même sexe, ni un seul nom.

- Soit ne voter que pour un candidat à la présidence, auquel cas son vote n'est pas étendu à sa liste.

- Soit préciser son vote pour un candidat et pour une liste. Cette dernière doit cependant obligatoirement faire partie de celles soutenant le candidat choisi.

### Répartition des sièges
| Provinces                 | Circ.                     | Sièges | +/-           |  |
| Cosenza                   | Nord                      | 12     | 2             |  |
| Catanzaro                 | Centre                    | 10     | en stagnation |  |
| Crotone                   | Centre                    | 10     | en stagnation |  |
| Vibo Valentia             | Centre                    | 10     | en stagnation |  |
| Reggio de Calabre         | Sud                       | 7      | 2             |  |
| Candidats à la présidence | Candidats à la présidence | 2      | en stagnation |  |
| Total                     | Total                     | 31     | en stagnation |  |

## Résultats
|                        |                           |            |            |                      |                                         |                             |         |         |         |               |               |       |
| Présidence             | Présidence                | Présidence | Présidence | Présidence           | Conseil                                 | Conseil                     | Conseil | Conseil | Conseil | Conseil       | Conseil       | Total |
| Candidats              | Candidats                 | Votes      | %          | Élus                 | Partis                                  | Partis                      | Votes   | %       | +/-     | Sièges        | +/-           | Total |
|                        | Roberto Occhiuto (FI)     | 431 675    | 54,46      | 1                    |                                         |                             |         |         |         |               |               |       |
|                        | Roberto Occhiuto (FI)     | 431 675    | 54,46      | 1                    | Forza Italia (FI)                       | 131 882                     | 17,31   | 4,97    | 7       | 2             |               |       |
|                        | Roberto Occhiuto (FI)     | 431 675    | 54,46      | 1                    | Frères d'Italie (FdI)                   | 66 277                      | 8,70    | 2,15    | 4       | en stagnation |               |       |
|                        | Roberto Occhiuto (FI)     | 431 675    | 54,46      | 1                    | Ligue (Lega)                            | 63 459                      | 8,33    | 3,92    | 4       | en stagnation |               |       |
|                        | Roberto Occhiuto (FI)     | 431 675    | 54,46      | 1                    | Forza Azzurri                           | 61 828                      | 8,11    | Nv.     | 2       | 2             |               |       |
|                        | Roberto Occhiuto (FI)     | 431 675    | 54,46      | 1                    | Courage Italie (C!-IdeA)                | 43 159                      | 5,66    | Nv.     | 2       | 2             |               |       |
|                        | Roberto Occhiuto (FI)     | 431 675    | 54,46      | 1                    | Union de Centre (UdC)                   | 34 923                      | 4,58    | 2,26    | 1       | 1             |               |       |
|                        | Roberto Occhiuto (FI)     | 431 675    | 54,46      | 1                    | Nous avec l'Italie (NcI)                | 23 138                      | 3,04    | Nv.     | —       | en stagnation |               |       |
| Total Centre-droit     | Total Centre-droit        | 431 675    | 54,46      | 1                    | 424 666                                 | 55,72                       | 1,41    | 20      | 1       | 21            |               |       |
|                        | Amalia Bruni (Ind.)       | 219 389    | 27,68      | 1                    |                                         | Parti démocrate (PD)        | 100 437 | 13,18   | 2,01    | 5             | en stagnation |       |
|                        | Amalia Bruni (Ind.)       | 219 389    | 27,68      | 1                    | Mouvement 5 étoiles (M5S)               | 49 414                      | 6,48    | 0,21    | 2       | 2             |               |       |
|                        | Amalia Bruni (Ind.)       | 219 389    | 27,68      | 1                    | Calabre sure - Bruni pour la présidence | 28 733                      | 3,77    | Nv.     | —       | en stagnation |               |       |
|                        | Amalia Bruni (Ind.)       | 219 389    | 27,68      | 1                    | Trésor Calabre                          | 17 358                      | 2,28    | 2,90    | —       | en stagnation |               |       |
|                        | Amalia Bruni (Ind.)       | 219 389    | 27,68      | 1                    | Parti socialiste italien (PSI)          | 7 024                       | 0,92    | Abs.    | —       | en stagnation |               |       |
|                        | Amalia Bruni (Ind.)       | 219 389    | 27,68      | 1                    | Europe Verte (EV)                       | 3 755                       | 0,49    | Nv.     | —       | en stagnation |               |       |
|                        | Amalia Bruni (Ind.)       | 219 389    | 27,68      | 1                    | Démocrates progressistes (PAI-Art.1)    | 2 259                       | 0,30    | 5,82    | —       | 2             |               |       |
| Total Centre-gauche    | Total Centre-gauche       | 219 389    | 27,68      | 1                    | 208 980                                 | 27,42                       | 1,81    | 7       | 3       | 8             |               |       |
|                        | Luigi de Magistris (DemA) | 128 204    | 16,17      | 0                    |                                         | De Magistris président      | 39 338  | 5,16    | Nv.     | 2             | 2             |       |
|                        | Luigi de Magistris (DemA) | 128 204    | 16,17      | 0                    | Démocratie et autonomie (DemA)          | 25 929                      | 3,40    | Nv.     | —       | en stagnation |               |       |
|                        | Luigi de Magistris (DemA) | 128 204    | 16,17      | 0                    | Une autre Calabre est possible          | 18 235                      | 2,39    | Nv.     | —       | en stagnation |               |       |
|                        | Luigi de Magistris (DemA) | 128 204    | 16,17      | 0                    | Pour la Calabre avec de Magistris (SI)  | 10 547                      | 1,38    | Nv.     | —       | en stagnation |               |       |
|                        | Luigi de Magistris (DemA) | 128 204    | 16,17      | 0                    | Calabre résistante et sociale (PaP-PCI) | 9 175                       | 1,20    | Nv.     | —       | en stagnation |               |       |
| Total Gauche           | Total Gauche              | 128 204    | 16,17      | 0                    | 115 614                                 | 15,17                       | Nv.     | 2       | 2       | 2             |               |       |
|                        | Mario Oliverio            | 13 440     | 1,70       | 0                    |                                         | Oliverio pour la présidence | 13 440  | 1,70    | Nv.     | 0             | en stagnation | 0     |
|                        |                           |            |            |                      |                                         |                             |         |         |         |               |               |       |
| Votes valides          | Votes valides             | 792 708    | 94,52      |                      | Votes valides                           | Votes valides               | 762 098 | 90,87   |         |               |               |       |
| Votes blancs et nuls   | Votes blancs et nuls      | 45 741     | 5,48       | Votes blancs et nuls | Votes blancs et nuls                    | 76 593                      | 9,13    |         |         |               |               |       |
| Total candidats        | Total candidats           | 838 691    | 100        | 2                    | Total partis                            | Total partis                | 838 691 | 100     | -       | 29            | -             | 31    |
| Abstentions            | Abstentions               | 1 052 041  | 55,64      |                      |                                         |                             |         |         |         |               |               |       |
| Inscrits/participation | Inscrits/participation    | 1 890 732  | 44,36      |                      |                                         |                             |         |         |         |               |               |       |